# Belagerung von Kundus
Die Belagerung von Kundus fand 2001 während des Krieges in Afghanistan statt. Nach dem Fall von Masar-e Scharif am 9. November verlagerte sich der Schwerpunkt des Vormarsches der Nordallianz auf die Stadt Kundus, die die letzte verbliebene Hochburg der Taliban in Nordafghanistan war.

## Verlauf
Streitkräfte unter dem Kommando von General Mohammed Daud Daud trafen sich mit Beratern der amerikanischen Spezialkräfte und rückten in die Stadt Taloqan vor, wo sie am 11. November eintrafen. Dort griffen Dauds Streitkräfte ohne amerikanische Luftunterstützung die Stadt an und übernahmen schnell die Kontrolle von den Taliban.
Nachdem Sieg in Taloqan zogen Dauds Streitkräfte nach Westen, um Kundus zu belagern. Sie stießen zunächst auf heftigen Widerstand, was Daud dazu veranlasste, seine Streitkräfte in der Stadt zu festigen und die Taliban mit amerikanischer Luftunterstützung zu schwächen. In den nächsten elf Tagen bombardierten amerikanische Flugzeuge Taliban Stellungen und zerstörten 44 Bunkerkomplexe, 12 Panzer und 51 Lastwagen sowie zahlreiche Versorgungsdeponien.
Am 22. November eroberten Dauds Streitkräfte die nahe gelegene Stadt Chanabad. Da sich ihre Position verschlechterte, stimmten die Taliban in Kundus zu, sich am 23. November zu ergeben. Nach der Kapitulation der Taliban gab es Berichte über Plünderungen durch Soldaten der Nordallianz sowie Berichte über Hinrichtungen von Taliban Gefangenen.
Menschenrechtsgruppen schätzen, dass mehrere hundert oder mehrere tausend Gefangene im oder nach dem Transit in das Scheberghan-Gefängnis starben. Die Todesfälle sind als das Massaker von Dasht-i-Leili bekannt geworden. Vor allem der Kolumnist Ted Rall und Jamie Dorans Dokumentarfilm das Massaker von Mazar aus dem Jahr 2002 haben Vorwürfe erhoben, dass US-Truppen beteiligt waren. Ein Bericht in der New York Times vom Juli 2009 veranlasste den US-Präsidenten Barack Obama, eine Untersuchung zu veranlassen, wie die Bush-Regierung mit Aufforderungen zur Untersuchung des Massakers umgegangen war.